# Dragovići (Foča-Ustikolina, BiH)
Dragovići su naseljeno mjesto u općini Foča-Ustikolina, Federacija BiH, BiH. Popisano je kao samostalno naselje na popisu 1961., a na kasnijim popisima ne pojavljuje se, jer je 1962. pripojeno naselju Zabor (Sl.list NRBiH, br.47/62).

## Stanovništvo
| Narod     | Popis 1961. |
| --------- | ----------- |
| Hrvati    |             |
| Muslimani | 159         |
| Srbi      |             |
| ostali    | 3           |
| Ukupno    | 162         |